# Хуснуллин, Насибулла Хабибуллович
Насибулла Хабибуллович Хуснуллин (род. 27 марта 1955) — российский легкоатлет, специалист по марафону, сверхмарафону, суточному бегу. Выступал в 1987—2001 годах, чемпион России по суточному бегу, победитель и призёр ряда крупных всероссийских и международных стартов. Представлял Татарстан. Мастер спорта России международного класса.

## Биография
Насибулла Хуснуллин родился 27 марта 1955 года. Уроженец Татышлинского района Башкирской АССР. Окончил Казанский энергетический институт, затем работал слесарем на автозаводе КАМАЗ в Набережных Челнах. Занимался бегом в клубе при заводе, проходил подготовку под руководством заслуженного тренера РСФСР Минуллы Низаметдиновича Чинкина, состоял в сборной команде Татарстана.
В 1987 году принял участие в Московском международном марафоне мира, с результатом 2:33:06 занял 12-е место.
В 1991 году финишировал седьмым на Полумарафоне ГАЗ в Нижнем Новгороде, четвёртым в многодневном сверхмарафоне «Янгель — Железногорск» в Иркутской области и в сверхмарафоне «Тула — Калуга».
В 1992 году выиграл бронзовую медаль на чемпионате СНГ по бегу на 100 км «Одесская весна», установив при этом свой личный рекорд на 100-километровой дистанции — 6:56:05. Также пришёл к финишу пятым на российском зимнем супермарафоне «Город-герой Тула — Калуга».
В 1993 году был пятым на зимнем чемпионате России по 12-часовому бегу в Липецке, превзошёл всех соперников в 12-часовом пробеге «Калужский-93», принял участие в сверхмарафоне 100 km de Amiens во Франции.
В 1994 году с личным рекордом в 269 560 метров завоевал серебряную награду на чемпионате России по суточному бегу в Подольске, занял 18-е место на всероссийских соревнованиях по суточному бегу по стадиону в Подольске и 19-е место в многосуточном пробеге «Двойное сердце» в Одессе.
В 1996 году победил на чемпионате России по суточному бегу в Подольске, показал 48-й результат на чемпионате Европы по суточному бегу в Курсоне.
В 1998 году получил серебро на открытом чемпионате России по суточному бегу по стадиону, прошедшем в рамках VII сверхмарафона «Сутки бегом».
В 1999 году был лучшим на чемпионате России в рамках в пробега «Сутки бегом», установив действовавший в течение многих лет рекорд соревнований — 260 447 метра. Кроме того, занял 130-е место на Московском международном марафоне мира (2:58:26).
В 2000 году вновь стартовал на Московском международном марафоне мира, с результатом 3:03:16 занял 168-е место.
В 2001 году показал 40-й результат на X сверхмарафоне «Сутки бегом» и 139-й результат на Московском международном марафоне мира (2:59:24).
За выдающиеся спортивные достижения удостоен почётного звания «Мастер спорта России международного класса».
Впоследствии постоянно проживал в селе Верхние Татышлы Татышлинского района Республики Башкортостан, занимал должность председателя Сельскохозяйственного производственного кооператива имени Амирова.
Избирался депутатом Совета Сельского поселения Аксаитовский сельсовет муниципального района Татышлинский район Республики Башкортостан (2011), депутатом Совета муниципального района Татышлинский район Республики Башкортостан (2012). Член партии «Единая Россия».
В 2014 году участвовал в эстафете олимпийского огня зимних Олимпийских игр в Сочи.